# (474026) 2016 GX125
(474026) 2016 GX125 es un asteroide perteneciente al cinturón de asteroides, descubierto el 13 de marzo de 2007 por el equipo del Catalina Sky Survey desde el Catalina Sky Survey, Arizona, Estados Unidos.

## Designación y nombre
Designado provisionalmente como 2016 GX12.

## Características orbitales
2016 GX125 está situado a una distancia media del Sol de 2,692 ua, pudiendo alejarse hasta 3,255 ua y acercarse hasta 2,130 ua. Su excentricidad es 0,209 y la inclinación orbital 12,75 grados. Emplea 1614 días en completar una órbita alrededor del Sol.

## Características físicas
La magnitud absoluta de 2016 GX125 es 16,716.